# Вооружённые силы Новой Зеландии
Вооружённые си́лы Но́вой Зела́ндии (англ. New Zealand Defence Force, маори Te Ope Kaatua o Aotearoa) — военная организация Новой Зеландии, предназначенная для защиты свободы, независимости и территориальной целостности государства. В состав Вооружённых сил Новой Зеландии входят: Сухопутные войска, Королевские военно-морские силы и Королевские военно-воздушные силы.

## История
История вооружённых сил Новой Зеландии берёт своё начало со времён европейской колонизации островов Тихого океана, когда британская армия защищала первых колонистов от местных аборигенов.
В 1862 году был принят закон (Colonial Defence Force Act 1862) о создании первых подразделений регулярной армии численностью 500 военнослужащих, формирование которых началось в 1863 году.
В 1907 году Новая Зеландия получила статус доминиона, в 1909 году был принят закон (The Defence Act 1909) о формировании территориальных подразделений (военнообязанными становились мужчины, достигшие 25 лет).
Совместно с Австралией и Великобританией, новозеландцы принимали участие в Первой и Второй мировых войнах.
Со временем вооружённые силы Новой Зеландии теряли свои исторические и культурные связи с Великобританией и становились ближе по строению к вооружённым силам Австралии и США. Вместе с австралийскими войсками новозеландские подразделения участвовали в военных конфликтах в Корее и во Вьетнаме.
С 1951 года Новая Зеландия входит в блок АНЗЮС, в 1954 году вошла в блок СЕАТО.
В августе 1969 года было заключено австрало-новозеландское военное соглашение, предусматривающее «интеграцию, стандартизацию и кооперацию» в области обороны и вооружения двух стран.
В 1971—1974 гг. Новая Зеландия являлась участником АНЗЮК.
В 1973 году общая численность регулярных вооружённых сил составляла свыше 12,5 тыс. человек, оснащённых вооружением американского и австралийского производства; комплектование личным составом осуществлялось на добровольной основе. Сухопутная армия насчитывала свыше 5 тыс. человек; ВВС — около 4,5 тыс. человек и около 70 самолётов и вертолётов; военно-морские силы — свыше 3 тыс. человек и эскадру сторожевых кораблей.
В 1987 году Новая Зеландии первой в мире объявила территорию страны безъядерной зоной.
В 2003 году Новая Зеландия направила военный контингент в Ирак, но уже в конце сентября 2004 года он был выведен из Ирака.
В 2003 году Новая Зеландия направила военный контингент в Афганистан. В начале апреля 2013 года новозеландский военный контингент был выведен из Афганистана, однако в Кабуле была оставлена военная миссия (27 военнослужащих и сотрудников спецслужб), действовавшая до 2021 года.
3 декабря 2008 года Новая Зеландия подписала конвенцию о отказе использования кассетных боеприпасов (вступившую в действие с 1 августа 2010 года).
В 2011 году общая численность регулярных вооружённых сил составляла около 9,7 тыс. человек, организованные резервы — свыше 2,2 тыс. человек. Сухопутная армия насчитывала около 4,9 тыс. человек, 105 боевых бронированных машин, около 200 лёгких бронеавтомобилей, 66 орудий полевой артиллерии, 50 миномётов, 24 пусковых установок ПТУР и 12 ПЗРК. ВВС насчитывали свыше 2,6 тыс. человек, 26 самолётов и 24 вертолёта. ВМС насчитывали 2,1 тыс. человек.

## Структура
В состав Вооружённых сил Новой Зеландии входят:
- Сухопутные войска Новой Зеландии (англ. New Zealand Army)
- Королевские военно-морские силы Новой Зеландии (англ. Royal New Zealand Navy)
- Королевские военно-воздушные силы Новой Зеландии (англ. Royal New Zealand Air Force)

## Руководство
- Руководство Вооружёнными силами формально возложено на генерал-губернатора, который осуществляет руководство вооружёнными силами в соответствии с конституцией, и от имени и по поручению Монарха Новой Зеландии.
- Министр обороны Новой Зеландии входит в состав Кабинета министров страны и назначается на срок до трёх лет. Ныне министром обороны Новой Зеландии является Джонатан Колман (англ. Jonathan Coleman). Министр обороны осуществляет непосредственный контроль и руководство над вооружёнными силами Новой Зеландии.
- Начальник сил обороны Новой Зеландии осуществляет военное руководство армейскими, военно-морскими и военно-воздушными подразделениями через Командующих родами войск. Ныне Начальником Обороны Новой Зеландии является Тим Китинг (англ. Tim Keating).

## Военная политика
Декларируемая страной политика для функционирования Вооружённых сил определяется следующими основными элементами:
- Вооружённые силы Новой Зеландии обязаны защищать страну и её население, а равно интересы страны, в какой бы точке мира они ни находились;
- Вооружённые силы Новой Зеландии должны принимать участие в операциях, осуществляемых в рамках международных соглашений и в рамках выполнения международных обязательств;
- Вооружённые силы Новой Зеландии должны принимать участие в выполнении возложенных на них задач в рамках исполнения решений ООН.
- Вооружённые силы Новой Зеландии должны участвовать в гуманитарных акциях, проводимых Новой Зеландией в других странах, и оказывать содействие населению своей страны для устранения последствий стихийных бедствий.

## Программы модернизации и оснащение
Вооружённые силы Новой Зеландии переживают серьёзные изменения в ходе выполнения принятых в 2000—2001 годах серии программ, направленных на реформирование и модернизацию.
В результате их, Новая Зеландия отказалась от наличия и использования боевой и стратегической авиации и Королевские военно-воздушные силы страны имеют на сегодня лишь морскую патрульную авиацию (6 самолётов P-3K Orion), тренировочные, транспортные и пассажирские самолёты (пять C-130H Hercules, два Boeing 757—200, пять Beechcraft King Air B200 и тринадцать CT-4E Airtrainer) и транспортные вертолёты и вертолёты боевого прикрытия армии и флота. Бюджетом страны уже предусмотрено выделение около 800 миллионов новозеландских долларов на закупку 8 вертолётов NHI NH90.
В рамках тех же программ Сухопутные войска Новой Зеландии были оснащены в последние годы новыми системами связи, были закуплены 105 новых боевых машин пехоты General Dynamics LAV III, 188 транспортных автомобиля, 24 противотанковых ракетных комплекса Javelin и системы противовоздушного оповещения и защиты.
Королевский военно-морской флот Новой Зеландии имеет в своём составе 10 надводных боевых, сторожевых, гидрографических кораблей и судов обеспечения. Рассматриваются планы строительства новых кораблей.

## Участие в международных операциях
Военнослужащие Новой Зеландии принимали участие в военных, гуманитарных и миротворческих операциях в Афганистане, Восточном Тиморе, на Соломоновых Островах, в Косово, Сербии, Египте, Ливане, Судане, Ираке, в Южной Корее, в составе подразделений вооружённых сил ООН на Ближнем Востоке и в Антарктиде.